# Csák Ibolya
Csák Ibolya, Kádár Lajosné (Budapest, 1915. január 6. – Budapest, 2006. február 9.) magyar atléta, olimpiai bajnok magasugró.

## Sportolói pályafutása
1929-től az Nemzeti Torna Egylet tornásza volt, majd átlépett az egyesület 1932-ben megalakított atlétika szakosztályába. Magasugrásban és távolugrásban is versenyzett, de nemzetközi versenyeken kiemelkedő eredményeket magasugrásban ért el. Újszerű technikával ugrott, az elsők között alkalmazta a fékező kitámasztást és az ugrás síkjára merőleges ollót. 1935-ben 156 centiméteres legjobb eredményével a világranglista ötödik helyezettje volt.
Az 1936-os berlini olimpiai játékokon nagyon szoros küzdelemben győzött. Három atléta ugrotta át a 160 cm-es magasságot, de a 162 cm egyiküknek sem sikerült, ezért kaptak egy negyedik lehetőséget is. Hármuk közül csak neki sikerült ezt a magasságot átvinnie, ezzel ő lett a magyar női atlétika első olimpiai bajnoka és egyike volt azoknak a zsidó sportolóknak, akik érmet nyertek az 1936-os berlini olimpián. Az akkoriban kedvelt Porter-stílust Balogh Lajos távolugró bajnok tanította meg neki, ami nagyon különbözött a korabeli technikáktól. A magasugrás ma ismert stílusa a Fosbury-technika (Richard Fosbury újítása) csak jóval később (1968-tól) jelent meg.
1938-ban Bécsben Európa-bajnoki címet nyert, miután az eredeti nyertesről, a német Dora Ratjenről kiderült, hogy valójában férfi. Az itt elért Európa-csúcsa csak egy centiméterrel maradt el a világrekordtól, és huszonnégy évig magyar rekord maradt.
1933 és 1939 között kilenc magyar bajnoki címet szerzett, ebből kettőt távolugrásban. Pályafutása alatt összesen nyolcszor javította meg a női magasugrás magyar rekordját (összesen 15 centimétert javított a rekordon), ő az első magyar női atléta, aki túlugrotta a 160 centimétert. 1939-ben visszavonult az aktív sportolástól. Távolugrásban is volt magyar csúcstartó.
1936 és 1970 között a Magyar Pénzjegynyomda Rt.-nél dolgozott.
1990-ben az újjáalakult Nemzeti Torna Egylet tiszteletbeli elnökévé választották.

## Magyar rekordjai

### Magasugrás
- 149 cm (1933. május, Budapest) magyar csúcsbeállítás
- 154 cm (1934. szeptember, Budapest), ugyanekkor: 150 cm, 152 cm
- 155 cm (1936. március, Budapest) fedettpályán
- 161 cm (1936. június, Budapest) ugyanekkor: 157 cm, 159 cm
- 163 cm (1937.)
- 164 cm (1938. szeptember 18., Bécs)

### Távolugrás
- 531 cm (1937. szeptember, Budapest)
- 535 cm (1939. június, Budapest)

## Elismerései
- Toldi aranyérem (1936)
- A halhatatlanok klubjának tagja (1993)
- Mező Ferenc-emlékérem (1994)
- MOB érdemérem (1994)
- A Magyar Köztársasági Érdemrend tisztikeresztje (1995)
- Csik Ferenc-díj (2001)
- Nemzetközi Fair Play-díj (életmű) (2005)

## Képgaléria

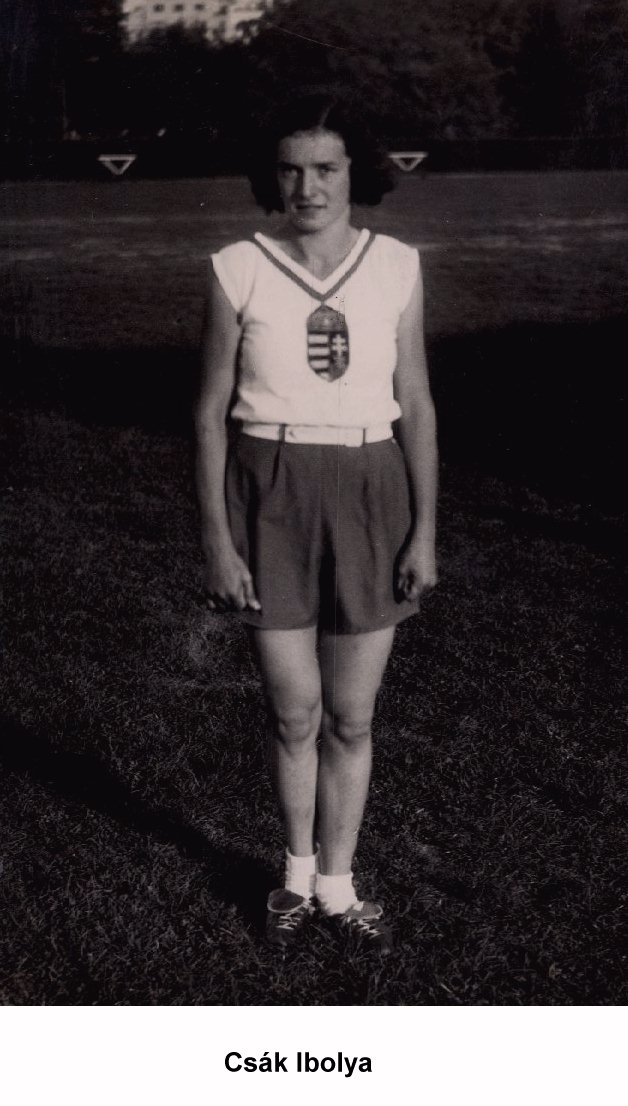
Csák Ibolya magyar címeres mezben
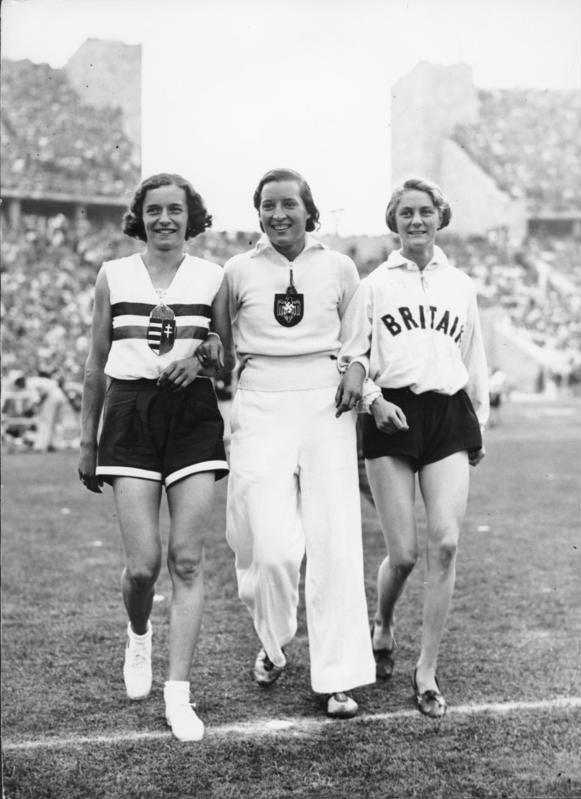
Az 1936-os berlini olimpia női magasugrásának érmesei
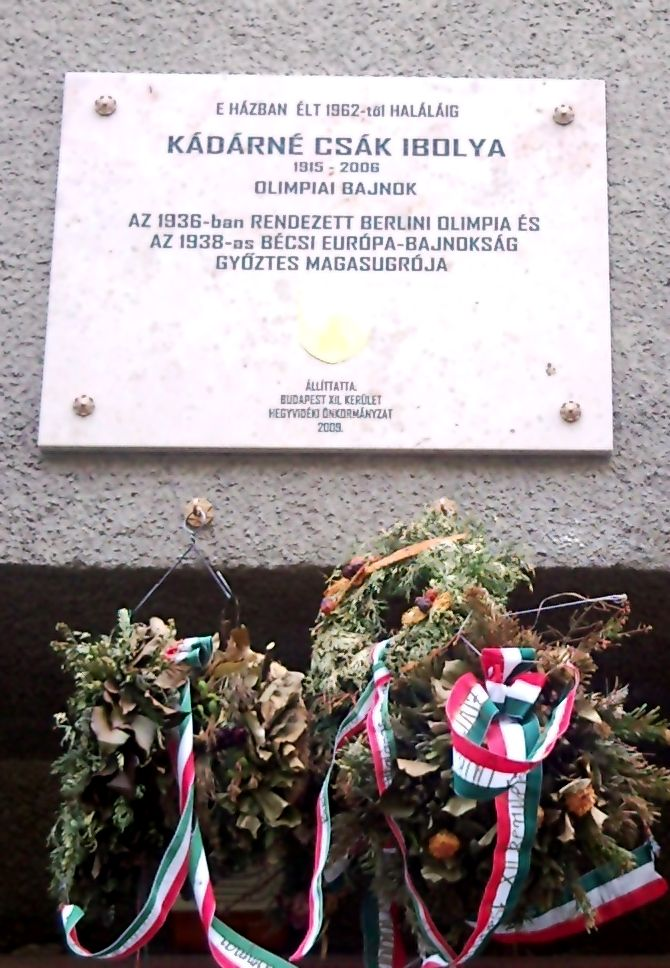
Emléktáblája: Böszörményi út 18/A
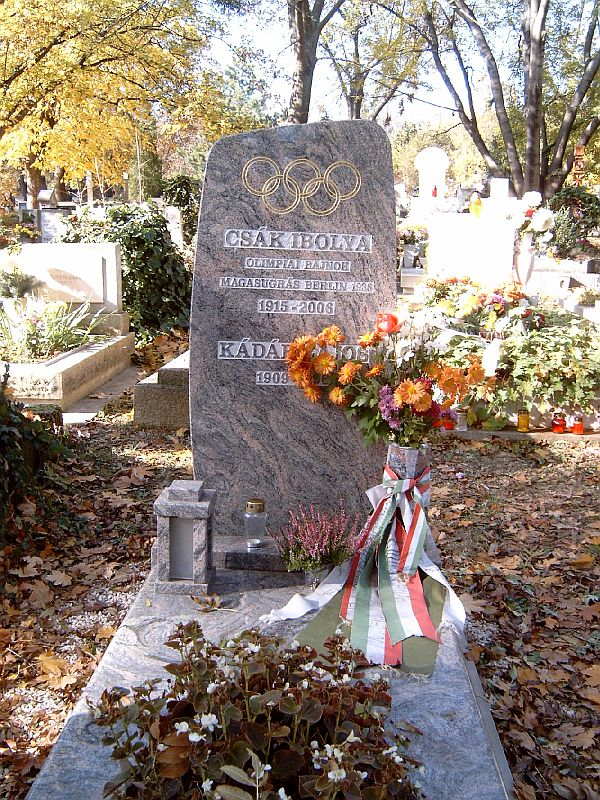
Csák Ibolya sírja Budapesten. Farkasréti temető: 7/8-1-862.